# Saint-Offenge-Dessus
Saint-Offenge-Dessus – miejscowość i dawna gmina we Francji, w regionie Owernia-Rodan-Alpy, w departamencie Sabaudia. W 2008 roku liczba ludności wynosiła 269 mieszkańców. 
W dniu 1 stycznia 2015 roku z połączenia dwóch ówczesnych gmin – Saint-Offenge-Dessous oraz Saint-Offenge-Dessus – utworzono nową gminę Saint-Offenge. Siedzibą gminy została miejscowość Saint-Offenge-Dessous. 